# Смирнов, Иван Аникитич
Иван Аникитич Смирнов (1850 — не ранее 1906) — русский педагог, директор Ларинской гимназии.

## Биография
Родился 12 (24) ноября 1850 года, сын священника Владимирской губернии.
После окончания 4-го класса Владимирской духовной семинарии в 1870 году поступил в Петербургский историко-филологический институт. По окончании института в 1874 году был удостоен звания учителя гимназии с правами кандидата университета и назначен преподавателем русского языка во 2-ю Санкт-Петербургскую гимназию, в которой служил до 1 июня 1883 года, когда был назначен инспектором гимназии Императорского Человеколюбивого общества.
Был назначен директором Ларинской гимназии с 1 июля 1890 года и занимал эту должность более пятнадцати лет. С 1 января 1894 года состоял в чине действительного статского советника.
Совместно с Клеменчичем составил «Учебник латинского языка» (Вып. 1-2.— СПб.: тип. Эттингера, 1878—1879), который несколько раз переиздавался (4-е изд., испр. Вып. 1. — СПб.: Н. Г. Мартынов, 1887).
Был женат, имел сына.

## Награды
- орден Св. Станислава 2-й ст. (1882)
- орден Св. Владимира 4-й ст.
- орден Св. Анны 2-й ст. (14.05.1896)
- орден Св. Владимира 3-й ст. (1900)
- орден Св. Станислава 1-й ст. (01.01.1903)